# Berfin Altan
Berfin Altan, née le 24 novembre 2003, est une joueuse de goalball turque ayant une déficience visuelle. Elle était membre de l'équipe nationale lors des Championnats d'Europe de goalball IBSA 2021.
Elle est élève au lycée pour aveugles et malvoyants "Durmuş Ali Çoban Anadolu Lisesi" à Denizli, et fait partie de l'équipe de goalball de l'école,.
Après avoir pratiqué les échecs et le judo, elle a commencé le goalball en 2016. Elle a été appelée dans les camps de l'équipe nationale féminine de goalball de Turquie depuis 2018. Elle a participé aux Championnats d'Europe de goalball IBSA 2021 à Samsun, où elle a obtenu la médaille d'argent avec son équipe.